# Genital beading (modificación corporal)

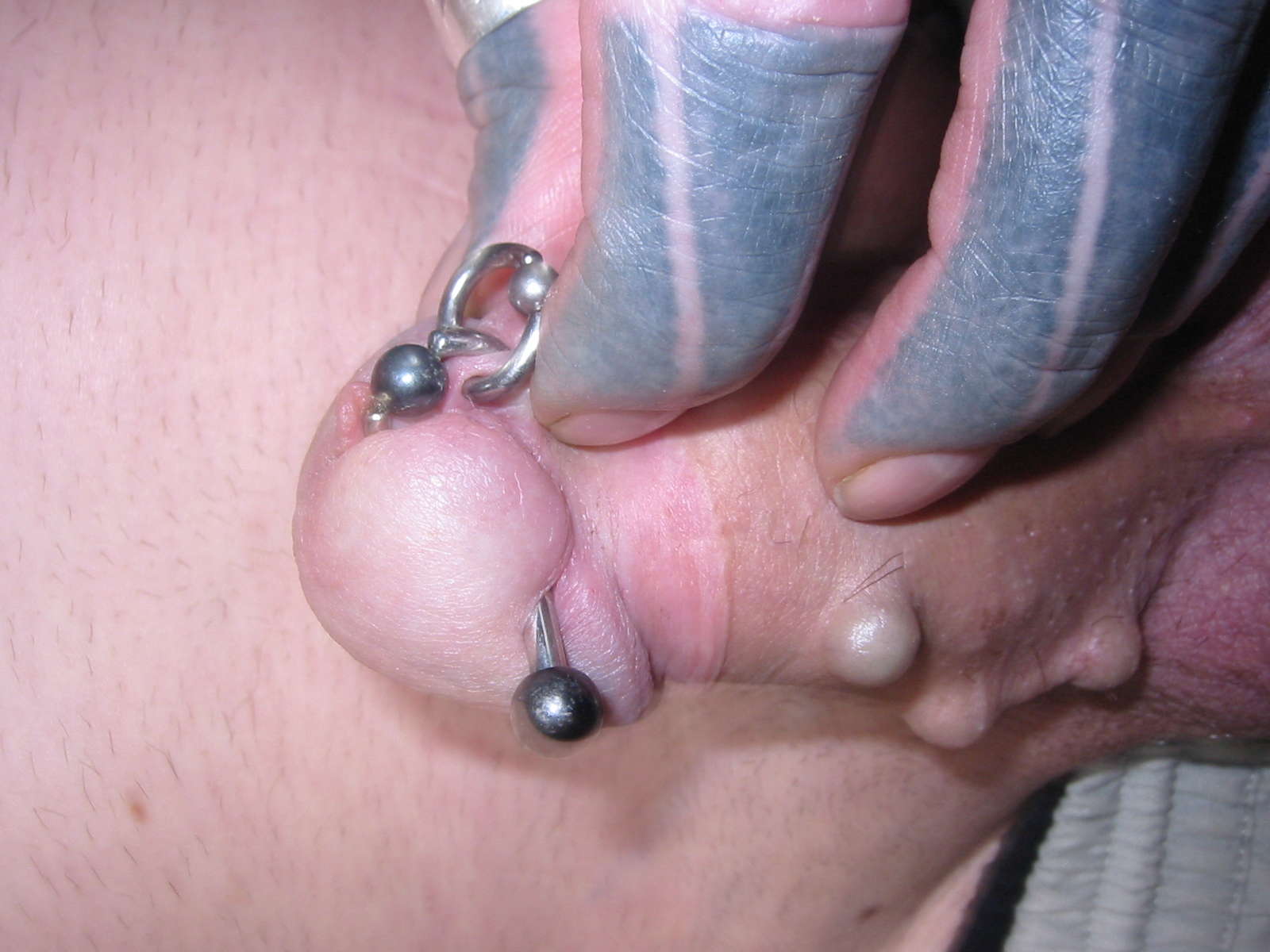
Genital beading.

El genital beading o pearling es un tipo de modificación corporal que consiste en insertar uno o más cuentas u objetos bajo la piel de los genitales. Este procedimiento se suele realizar debajo de los labios de las mujeres y en los ejes del prepucio en los varones. Además de ser una práctica estética, se cree que este tipo de inserciones puede aumentar el placer sexual en las parejas durante la relación sexual vaginal o anal.
El material de los objetos a introducir puede variar, desde la silicona hasta el politetrafluoroetileno, el titanio, el acero inoxidable, entre otros.
Esta práctica fue muy popular en Japón (sobre todo en la mafias y el crimen organizado), aunque se ha extendido a otros países de América del Norte y Europa.

## Historia y cultura
El uso histórico más conocido de este tipo de perforación se dio en Japón, mediante miembros que pertenecían al crimen organizado (Yakuza). Los integrantes de estas mafias se realizaban estas perforaciones, también se adherían tatuajes y en otros casos se daba la amputación en los dedos.
El genital beading es una práctica bastante común entre los marineros filipinos, especialmente entre los mayores. Esta práctica data de los tiempos precoloniales, en los cuales se insertaban objetos compuestos de oro y marfil. Estos implantes metálicos producían placer extra para las mujeres durante el acto sexual.
La práctica de los implantes en el pene estaba muy extendida en todo el sudeste de Asia. En la región de Bisayas se practicaba esta técnica en jóvenes varones, según la investigación del historiador precolonial William Henry Scott.

## Procedimientos
Existen dos procedimientos comunes, siendo uno muy similar al frenum piercing (un pirsin en el prepucio o frenillo del pene) y el otro es parecido a la inserción de un implante subdérmico que requiere un conocimiento médico profundo acompañado de herramientas especializadas. Cualquier tipo de procedimiento es relativamente seguro, aunque existen riesgos y complicaciones. La herida tiende a sanar con el tiempo, aunque al igual que muchos piercings genitales, el flujo de la sangre puede reducir los tiempos de curación considerablemente. La inflamación es muy común, durante y después de la curación.

## Riesgos
Los riesgos de este tipo de modificaciones pueden ser de gravedad. En algunos casos se puede contraer el VIH por medio de las herramientas, también hinchazón, infecciones, traumas, alergias, defectos, entre otros.